# Kudligi
Kudligi là một thị xã panchayat của quận Bellary thuộc bang Karnataka, Ấn Độ.

## Địa lý
Kudligi có vị trí 14°54′B 76°23′Đ / 14,9°B 76,38°Đ Nó có độ cao trung bình là 596 mét (1955 feet).

## Nhân khẩu
Theo điều tra dân số năm 2001 của Ấn Độ, Kudligi có dân số 21.855 người. Phái nam chiếm 51% tổng số dân và phái nữ chiếm 49%. Kudligi có tỷ lệ 54% biết đọc biết viết, thấp hơn tỷ lệ trung bình toàn quốc là 59,5%: tỷ lệ cho phái nam là 62%, và tỷ lệ cho phái nữ là 46%. Tại Kudligi, 15% dân số nhỏ hơn 6 tuổi.